# Sahiba Qafarova
Sahiba Ali gyzy Gafarova (azéri : Sahibə Əli qızı Qafarova) née le 19 mars 1955 à Şəmkir, est une professeur, docteur ès lettres, députée et présidente de l'Assemblée nationale d'Azerbaïdjan (Milli Medjlis).

## Biographie
Sahiba Ali gyzy Gafarova est née le 19 mars 1955 dans la ville de Shamkir. Elle est diplômée avec distinction de la faculté de langue et de littérature russes de l'Institut pédagogique azerbaïdjanais M.F. Akhundov (université slave de Bakou), ainsi que de la faculté de philologie anglaise de l'Institut pédagogique des langues d'Azerbaïdjan.

## Activité pédagogique
En 1978-1981, elle est enseignante dans les écoles secondaires de Shamkir. En 1981-2020, elle est assistante de laboratoire, enseignante, enseignante en chef, professeure agrégée, professeure à l'Institut pédagogique azerbaïdjanais de la langue et de la littérature russes, doyenne de la faculté des langues occidentales de Western University de Bakou, chef du département des langues européennes de l'université slave de Bakou.
En 2004-2020, elle travaille au poste du vice-recteur des relations internationales à l'université slave de Bakou (comme bénévole de 2010 à 2020). En 2016, par décret du président de la république d'Azerbaïdjan, elle reçoit le titre honorifique de « professeur honoré » pour ses mérites dans le développement de l'éducation en Azerbaïdjan.

## Activité politique
Le 10 mars 2020, Sahiba Gafarova est élue présidente du Milli Medjlis.